# Ceutí
Ceutí es un municipio español perteneciente a la Región de Murcia, situado en la comarca natural de la Vega Media del Segura. En 2024 contaba con una población de 12 842 habitantes. Sus pedanías son Los Torraos y Vistalegre. Limita con los municipios de Lorquí, Alguazas, Archena y Villanueva del Río Segura.

## Toponimia
El origen etimológico de Ceutí proviene de la época musulmana. En la última etapa de la Taifa de Murcia, aparecen las primeras referencias documentales sobre la población: Benahabiai de Çepti. El vocablo Çepti significa «el de Ceuta» y se debería a la procedencia de los primeros pobladores de la pequeña alquería que se localizaba donde actualmente se encuentra el casco antiguo de la localidad.
A lo largo de los siglos, el nombre ha ido evolucionando y se han documentado distintas variantes (Çebtin, Septi, Zepti, Zeuty...) hasta llegar al topónimo actual.

## Geografía
El municipio de Ceutí se localiza en la zona interior de la Región de Murcia, dentro de la comarca de la Vega Media del Segura, comarca cuyos municipios también forman parte del área metropolitana de Murcia. Aunque el área metropolitana no está establecida oficialmente, sí que está considerada área urbana por el Ministerio de Transportes, en concreto, la décima más poblada de España con 679 542 habitantes en 2022.
El municipio está rodeado por los términos municipales de Archena al norte, Lorquí al este, Alguazas al sur y Villanueva del Río Segura al oeste.
| Noroeste: Archena                | Norte: Archena | Noreste: Lorquí   |
| Oeste: Villanueva del Río Segura |                | Este: Lorquí      |
| Suroeste Alguazas                | Sur: Alguazas  | Sureste: Alguazas |

### Relieve
El relieve del término municipal de Ceutí es muy suave. En la zona oriental se encuentra la vega del río Segura, cuyo cauce sirve de límite con el vecino término de Lorquí. Fuera del las terrazas fluviales aparecen algunos cabezos y pequeñas lomas (cabezo de Vistalegre, del Catalán, de Adrián, etc.). En el área próxima al río están los valores mínimos de altitud, cercanos a los 80 m s. n. m., y los máximos, en torno a los 150 m s. n. m., en la zona conocida como Captagua, limítrofe con Villanueva del Río Segura.
La localidad de Ceutí se encuentra franqueada por la Rambla Salar de Archena al noroeste y la Rambla de Huete al sur. Ambas hacen de frontera natural con los municipios de Archena y Alguazas.
Geomorfológicamente, Ceutí se compone de sistemas morfogenéticos Laderas-Interfluvios y Fluvial.

### Clima
Según la clasificación climática de Köppen, el municipio de Ceutí presenta un clima semiárido frío (BSk), al igual que los municipios limítrofes. Los inviernos son muy suaves y los veranos calurosos y secos. Con una precipitación anual promedio bastante escasa, inferior a 300 mm, con los valores máximos en primavera y otoño y los valores mínimos en verano. Es extraño el registro de temperaturas bajo cero en invierno y de hasta más de 40 °C en verano.
| Parámetros climáticos promedio de Ceutí (Murcia). | Parámetros climáticos promedio de Ceutí (Murcia). | Parámetros climáticos promedio de Ceutí (Murcia). | Parámetros climáticos promedio de Ceutí (Murcia). | Parámetros climáticos promedio de Ceutí (Murcia). | Parámetros climáticos promedio de Ceutí (Murcia). | Parámetros climáticos promedio de Ceutí (Murcia). | Parámetros climáticos promedio de Ceutí (Murcia). | Parámetros climáticos promedio de Ceutí (Murcia). | Parámetros climáticos promedio de Ceutí (Murcia). | Parámetros climáticos promedio de Ceutí (Murcia). | Parámetros climáticos promedio de Ceutí (Murcia). | Parámetros climáticos promedio de Ceutí (Murcia). | Parámetros climáticos promedio de Ceutí (Murcia). |
| Mes                                               | Ene.                                              | Feb.                                              | Mar.                                              | Abr.                                              | May.                                              | Jun.                                              | Jul.                                              | Ago.                                              | Sep.                                              | Oct.                                              | Nov.                                              | Dic.                                              | Anual                                             |
| ------------------------------------------------- | ------------------------------------------------- | ------------------------------------------------- | ------------------------------------------------- | ------------------------------------------------- | ------------------------------------------------- | ------------------------------------------------- | ------------------------------------------------- | ------------------------------------------------- | ------------------------------------------------- | ------------------------------------------------- | ------------------------------------------------- | ------------------------------------------------- | ------------------------------------------------- |
| Temp. máx. media (°C)                             | 15.4                                              | 16.8                                              | 19.7                                              | 21.8                                              | 25.1                                              | 29.9                                              | 33.1                                              | 33.1                                              | 29.9                                              | 24.7                                              | 19.9                                              | 16.5                                              | 23.8                                              |
| Temp. media (°C)                                  | 9.9                                               | 11.1                                              | 13.8                                              | 16.0                                              | 19.1                                              | 23.4                                              | 26.2                                              | 26.3                                              | 23.5                                              | 18.7                                              | 14.3                                              | 11.3                                              | 17.8                                              |
| Temp. mín. media (°C)                             | 4.5                                               | 5.4                                               | 7.9                                               | 10.2                                              | 13.1                                              | 17.0                                              | 19.4                                              | 19.5                                              | 17.1                                              | 12.8                                              | 8.7                                               | 6.1                                               | 11.8                                              |
| Precipitación total (mm)                          | 23                                                | 19                                                | 23                                                | 39                                                | 31                                                | 13                                                | 3                                                 | 8                                                 | 28                                                | 47                                                | 30                                                | 34                                                | 298                                               |
| Fuente: ClimateData.org                           |                                                   |                                                   |                                                   |                                                   |                                                   |                                                   |                                                   |                                                   |                                                   |                                                   |                                                   |                                                   |                                                   |

## Historia

### Edad Antigua
Los primeros signos de presencia humana en el término municipal de Ceutí aparecen cuando se documentan unos restos arqueológicos de época ibérica en el conocido como Cabezo del Catalán, a la entrada de la pedanía de Los Torraos. Todo esto según testimonios orales. En 1960, el aterrazamiento del terreno para transformación de este cabezo en tierras agrícolas, acabó con cualquier posible resto del yacimiento arqueológico.
Aparte de este posible asentamiento íbero, está documentada la existencia de una villa romana o casa de campo, entre los siglos I-III d. C., situada en el paraje Captagua, en una de las terrazas laterales de la rambla Salada de Archena. La existencia de este pequeño asentamiento romano estaría ligada a la vía que comunicaba Carthago Nova con Segóbriga y que pasaba cerca de Ceutí, dirección a los baños termales de la vecina población de Archena. En las prospecciones llevabadas a cabo en el yacimiento se encontraron restos de cerámica común y sigillata.

### Edad Media
Tras la desaparición del asentamiento romano, la historia de Ceutí queda desierta durante siglos por falta de restos arqueológicos y datos documentales, hasta la llegada de los cristianos a la Taifa de Murcia, que se convierte en un protectorado de la Corona de Castilla en 1243, tras la firma del Tratado de Alcaraz entre el infante Alfonso de Castilla y el emir de Murcia, Ibn Hud al-Dawla.

A partir de entonces y gracias a los documentos de aquella época, sabemos de la existencia de una alquería conocida como Benahabiai de Çepti que estaba localizada sobre una pequeña colina sobre el río Segura, lugar conocido actualmente como El Alto y que quedaría elevada sobre los almarjales que abundaban en la zona. Esta alquería sería el primitivo casco urbano de Ceutí y podría estar en ese lugar desde el último periodo del poder musulmán en la zona. J. Torres Fonte describe así el asentamiento de Ceutí en aquella época:

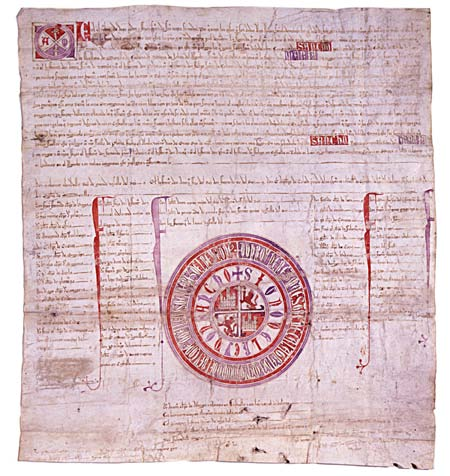
Privilegio rodado del rey Sancho IV a don Juan Osorez, Maestre de la Orden de Santiago, concediéndole la torre y término de Ceutí

«Ceutí debía ser un pequeño caserío, un núcleo de población no mayor de treinta “humos”, tal y como lo tuvo antes de la conquista castellana y mantendría por largo tiempo. Todavía en periodo musulmán se levantó su torre, (...). Es posible siluetear la fisonomía en perspectiva de la torre de Ceutí. Una torre posiblemente cuadrada, posiblemente exenta y obra sin duda de tapicero formado en cajas de encofrado y base de mampostería para afianzar su verticalidad. No cabe pensar en la construcción de murallas, cava y alabar. Pero algo cierto, los primeros documentos castellanos mencionan su existencia al frente del señorío. Torre antes, entonces y después protagonizarían la imagen de Ceutí.»
Tal y como sugiere J. Torres Fonte, la historia del Ceutí precastellano estaría íntimamente ligada a la de las localidades vecinas de Alguazas y Las Torres de Cotillas y que estas tendrían un pasado común, de carácter bereber o árabe, que bien podría tener su núcleo en Benanhandin (que pudo ser un antiguo barrio de la Alguazas musulmana). Benanhandin comprendería una vasta superficie de terreno propiedad de una aristocracia rural que albergaría varias alquerías y aldeas que debió de dividirse entre sus descendientes, quedándose uno de ellos con el actual territorio de Ceutí.

#### Dominio castellano
En 1243, el infante Alfonso de Castilla menciona a Rodrigo López de Mendoza como «Archena et alia tria castra tenens», es decir, tenente de la localidad de Archena y de «tres castillos» que bien podrían hacer referencia a los asentamientos de Ceutí, Alguazas y Cotillas, aunque sin nombrarlos. No es hasta 1266 cuando el señorío de Ceutí deja de estar en manos de la Corona de Castilla para pasar a las de Dº Gil García de Azagra, mayordomo mayor de Alfonso X el Sabio. Tras su muerte, en 1274 el señorío pasa a manos de Dº Jordán Despuig «el Alemán» señor de Ceutí, Lorquí y Catral, al que tras su muerte sobrevendría su hijo Ramón Despuig y su esposa Dulce de Coriella.

Tras morir Ramón Despuig sin descendencia, el territorio de Ceutí volvió a manos de la corona y años más tarde, el rey Sancho IV le concedió a Juan Osorez, Maestre de la Orden de Santiago, la torre y el término de Ceutí el 20 de enero de 1295.
«Por ende, nos, catando esto, queremos que sepan por este nuestro priuillegio los que agora son et seran daqui adelante commo nos don Sancho, por la graçia de Dios rey de Castiella, (...), por fazer bien e merçed a don Johan Osorez, maestre de la orden de Santiago, et a la caualleria de la misma orden et por muchos seruiçios que nos fizieron et nos fazen, damosles la torre de Çebtin con su termino, que es en el regno de Murçia; et ha por linderos de la vna parte el rio de Segura et de la otra parte el castiello que diçen Archena, que es de la orden del Espi-tal, et de la otra parte Yechar, termino que es del rey moro de la Arrixaca de Murçia, et de la otra parte Canpos, et de la otra parte Aluesca, que es de la reyna donna Violante.»

#### Dominio Aragonés y disputas con la Orden de Santiago
En 1296 el rey Jaime II de Aragón emprende la conquista del Reino de Murcia y al mismo tiempo, sus huestes deambulan por la zona expoliando los territorios no sometidos, castigando y apresando a mudéjares y obteniendo botines, sirviendo de aviso para aquellos que no reconociesen la autoridad del rey de Aragón sobre estas tierras. El 19 de mayo de 1296, Jaime II de Aragón solicita que se tome bajo su protección los territorios de Ceutí, Lorquí y Catral que fueron propiedad de Despuig. Semanas más tarde, el 30 de junio, le concede estos territorios a Fernán García de la Rueda, consejero y colaborador real.
En 1298, Ramón de Manresa adquiere «la dita torre de Septi et le cotejo ab los molinos et ab fonte» así como todos los derechos sobre el señorío, que es heredado por su hermano Ferrer Manresa en 1301 tras su fallecimiento. En 1304, las huestes de Ibn Rahó ocupan Ceutí y cuando meses más tarde abandonan el lugar, Ceutí pasa a formar parte del Reino de Murcia bajo soberanía castellana, tal y como se había acordado en el Tratado de Torrellas. Esto conduce a Juan de Osorez a integrar de nuevo a Ceutí dentro de los territorios de la Orden de Santiago. Comienzan aquí un periodo de 35 años (1296-1333) en el que el señorío cuenta con dos titulares y con bases jurídicas correspondientes a dos reinos distintos.
En 1328, Ferrer II de Manresa logra que el rey Alfonso IV de Aragón se interese por la pugna existente entre su familia y la Orden de Santiago por la propiedad del señorío de Ceutí. Finalmente, el 8 de septiembre de 1332 tuvo lugar el acto de entrega de Ceutí a Ferrer II por parte de Pedro López Fajardo, alcaide santiaguista en Molina Seca. Un año más tarde, en octubre de 1334, Ferrer II de Manresa vende el señorío a Juan de Claramunt, vecino de Murcia. La Orden de Santiago intenta entonces recuperar sus derechos sobre el señorío, pero no lo consiguen. El poder de los Claramunt sobre el señorío se extenderá durante un siglo.

#### El señorío dividido entre dos familias
En el año 1433, los herederos de Pedro Sánchez de Claramunt, Juan y Guiomar, dividen y venden sus partes del señorío a Gonzalo Fajardo y a Sancho Dávalos, cuñado del primero. Desde ese instante, la población de Ceutí tuvo dos propietarios, que nombraban un alcalde ordinario, un regidor y un alguacil cada uno de ellos, además de la mitad de los miembros del concejo.

##### Linaje de los Fajardo
Gonzalo Fajardo era hijo de Alfonso Yánez Fajardo I, estrechamente vinculado a la Orden de Santiago y adelantado mayor de Murcia. Dejó en herencia el señorío de Ceutí a su hija Iseo Fajardo que estaba casada con Pedro Vélez de Guevara Quesada, fundador del señorío de Monteagudo. De su matrimonio nacieron 4 hijos. El primero, Carlos Guevara Fajardo heredó los señoríos de Ceutí y Monteagudo, que más tarde serían para su hija Ana de Guevara Rocafull y su yerno Beltrán de Guevara.

##### Linaje de los Dávalos
El otro propietario del señorío tras la venta por parte de los Claramunt fue Sancho Dávalos. Él, junto a su mujer Teresa Rodríguez Fajardo, hermana de Gonzalo Fajardo, y su madre compran la mitad de la villa. Además de los terrenos de Ceutí, era propietario de la Torre del Sordo y la Torre del Trigo, además de la encomienda de Lorquí. Más tarde, su parte del señorío pasó a manos de su hijo Pedro Dávalos y Fajardo y posteriormente a las de su nieto Diego Dávalos Gálvez. Este último terminaría la capilla que su familia tenía en la catedral de Murcia.

### Edad Moderna
Tras la toma de Granada por los Reyes Católicos, en 1501 comenzaron a emitirse una serie de pragmáticas con la intención de que los mudéjares se convirtiesen al cristianismo ante la pena de expulsión del reino. Los señoríos y abadejos del Reino de Murcia decidieron convertirse de una manera rápida para evitar una reacción de los monarcas y lo hicieron por carta el 21 de septiembre de 1501. Entre ellos, se encontraban los mudéjares de Ceutí, los cuales realizan una conversión más o menos fingida, ante el temor de ser expulsados, de las denuncias de vecinos y de ser enjuiciados por el tribunal de la Santa Inquisición.
En Ceutí no hubo problemas de este tipo, y rápidamente se produjo una transformación de la antigua mezquita para ser una iglesia de culto católico. El pequeño templo (o ermita) que albergaba Ceutí estaba dedicado a los Santos Médicos. Aunque al cabo de pocos años, ya se cree que la iglesia estaba bajo la advocación de Santa María Magdalena, en honor de la que se celebran fiestas religiosas ya en 1587.
A la vez, el señorío de Ceutí emprende el siglo XVI con la fundación de sus dos mayorazgos, por una parte por Diego Dávalos y Aldonza Fajardo en 1526 y por otra por Carlos de Guevara en 1528. Los habitantes del pueblo eran vasallos de un señor dependiendo de en qué lugar se encontrases sus tierras. Durante el siglo XVI y los siguientes, las condiciones de estos vasallos fueron suavizándose mediante concordias entre los dos linajes del señorío o por medio de procesos judiciales reivindicativos.
La población se ve fuertemente afectada durante el siglo XVII por diversos acontecimientos. El más importante fue la expulsión de los moriscos dictada por Felipe III y ejecutada de forma escalonada entre 1609 y 1612. Es en 1613 cuando se expulsa a la población morisca de Ceutí por orden del Conde de Salazar. Ésta suponía el 90% de los habitantes del municipio. Se inicia aquí unos años difíciles en los pueblos de la zona, que sufren el empobrecimiento demográfico al igual que Ceutí.
Además de este acontecimiento, otros de vital importancia son la fuerte epidemia de peste en 1648, a partir de la cual el pueblo jura voto perpetuo a San Roque, la famosa riada de San Calixto de 1651 que tuvo efectos devastadores para las poblaciones de la vega del Segura y las comunes epidemias de paludismo debido a las aguas encharcadas de los almarjales cercanos a la villa y que se aprovechaban para el cultivo del arroz. La situación se hizo tan insostenible que, tras varias quejas por parte de los concejos de esta villa y de las vecinas, terminó prohibiéndose por Real Provisión del Rey Felipe V en 1720, y la población comenzó a crecer.
Con el paso de los años, la casa de Guevara termina formando parte del marquesado de Espinardo, creado en 1626, y la casa de Dávalos hace lo mismo con el marquesado de Albudeite, creado en 1711, y del condado de Montealegre. En 1776 tiene lugar el primer pleito de reversión a la corona por parte de los habitantes de Ceutí, que montados en cólera, exigían el final del señorío compartido por el marqués de Espinardo y el conde de Montealegre. Se perderán los pleitos uno tras otro, hasta que en la mitad del siglo XIX, quedarían suspendidos los derechos de los señores sobre el término municipal de Ceutí.

### Edad Contemporánea
El crecimiento demográfico con el que finaliza el siglo XVIII se ve truncado por una serie de acontecimientos (riadas, sequías y epidemias) en las primeras décadas del siglo XIX. A todos estos acontecimientos se suma la Guerra de Independencia (1808-1812) que agrava la situación y dejan a la población hambrienta. Hará falta medio siglo para que la dinámica de crecimiento demográfico alcance el ritmo que tenía.

#### Cantón de Ceutí
Uno de los acontecimientos sociopolíticos más destacables en la historia de Ceutí a lo largo del siglo XIX son los sucesos insurreccionales que se dan en torno a la revolución cantonal. El 17 de julio de 1873, siguiendo el mandato dictado por la Junta Revolucionaria Provincial de Murcia, un grupo de cantonalistas, encabezados por Pedro Vera Hernández se reunieron en casa de su padre, Pedro Vera Marín (quien se sospecha que es el verdadero cabecilla del grupo) y decidieron crear la Junta Revolucionaria de Ceutí, que esa misma madrugada asaltará la vivienda del alcalde Esteban Arnaldos y accederá al ayuntamiento, haciéndose con el gobierno local.
La mañana siguiente, el pueblo de Ceutí se despierta entre un incesante repique de campanas y un pasacalles de la Banda Municipal de música que anunciaban la adhesión al Cantón Murciano. El alcalde Arnaldos huye a Lorquí, donde se queda hasta el fin de la revuelta cantonal. El cantón tuvo una duración cercana al mes, acabando el día 13 de agosto, cuando un nutrido grupo de personas armadas que acompañaba a Arnaldo restablece de nuevo el ayuntamiento.
El alcalde denunció por rebelión a todos los que formaban la Junta Revolucionaria y tuvieron un papel destacado en los sucesos insurreccionales. Estos fueron acusados primeramente por el Juzgado de instrucción de Mula, aunque más tarde, en febrero de 1876, la mayoría quedaron absueltos.

#### Elboomde la industria conservera
El inicio del siglo XX en la Región de Murcia está marcado por la aparición de las primeras industrias de conservas vegetales que debido a la importante cantidad de producción hortofrutícola, se utilizan para tratar diferentes hortalizas y frutas para su posterior exportación a otros puntos del país y del extranjero. La población de Ceutí no pasa inadvertida a la burbuja industrial que se está gestando en estos primeros años y que más adelante traerá años de fuerte crecimiento económico y demográfico.
El momento de mayor crecimiento industrial en el pueblo se da entre los años 1925 y 1965 (salvando los años de la Guerra Civil), cuando se construyen las fábricas conserveras (y sus famosas chimeneas), siendo algunas de ellas las de Ramón Jara, Los hermanos, Colasico, La Chula, Vicente Hernández, Tomás Colaña, etc. Todas estas fábricas comenzaron un periodo de declive en el último cuarto del siglo y actualmente no queda ninguna de ellas operativa.

## Demografía
Ceutí cuenta con una población de 12 842 habitantes (INE 2024).
| Gráfica de evolución demográfica de Ceutí entre 1842 y 2021                                                         |
| |
| Población de derecho según los censos de población del INE Población de hecho según los censos de población del INE |

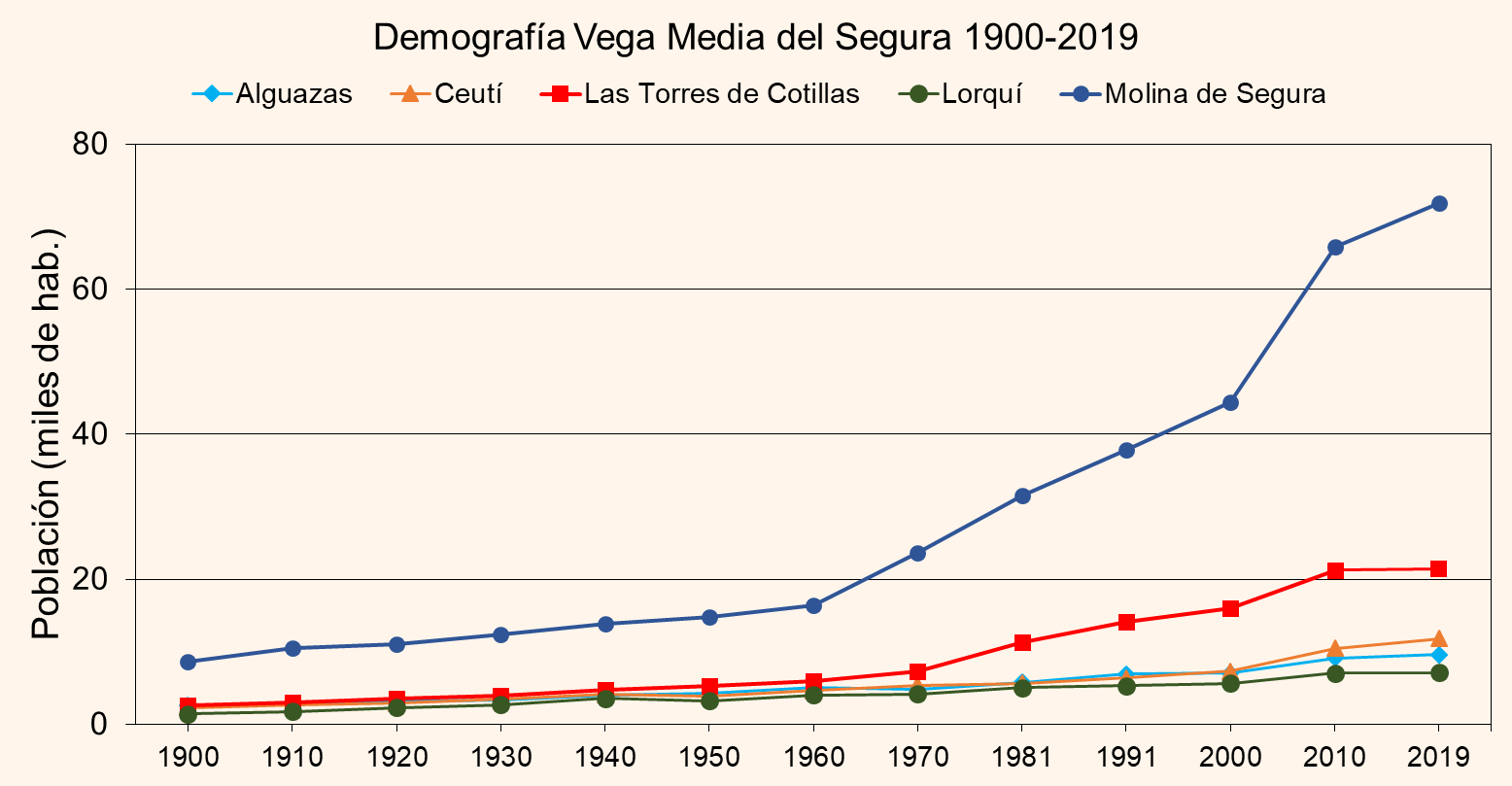
Evolución demográfica de Ceutí (línea naranja) y demás municipios de la comarca de la Vega Media del Segura en el periodo comprendido entre 1900 y 2019

A lo largo de la historia de Ceutí, encontramos una gran cantidad de datos demográficos que nos permiten retratarnos hasta el final de la Edad Media. La población de Ceutí ha evolucionado de forma acorde a la de los demás municipios vecinos de la Vega Media del Segura.
Se pueden destacar dos acontecimientos históricos que tuvieron una gran influencia en el número de habitantes del municipio. Por una parte, tras la expulsión de los moriscos de 1613 la población quedó reducida a menos de su cuarta parte. Por otra, las sucesivas epidemias que asolaron la vega del Segura en los siglo XVIII y XIX impactaron también en la número de habitantes, siendo dramática la epidemia de 1719, causada por los cultivos de arroz que se practicaban por entonces en las tierras aledañas al río Segura. El cultivo del arroz en las vegas de esta zona acaba siendo abolido por el rey Felipe V en 1720.
A partir de mitad de siglo XIX, la población de Ceutí presenta un crecimiento continuado. Desde 1900 hasta el día de hoy, el crecimiento demográfico en Ceutí ha seguido una evolución significativa, multiplicándose el número de vecinos por un factor cercano a 5,12. Entre 1991 (6411 habs.) y 2019 (11 878), el número de habitantes se ha incrementado un 83,86 %. El hecho de ser uno de los términos municipales de la Región de Murcia con menor superficie, hace que la densidad de población de Ceutí (1155,59 hab km-2) sea la mayor de la comarca de la Vega Media del Segura y la tercera de toda la comunidad autónoma.

## Economía

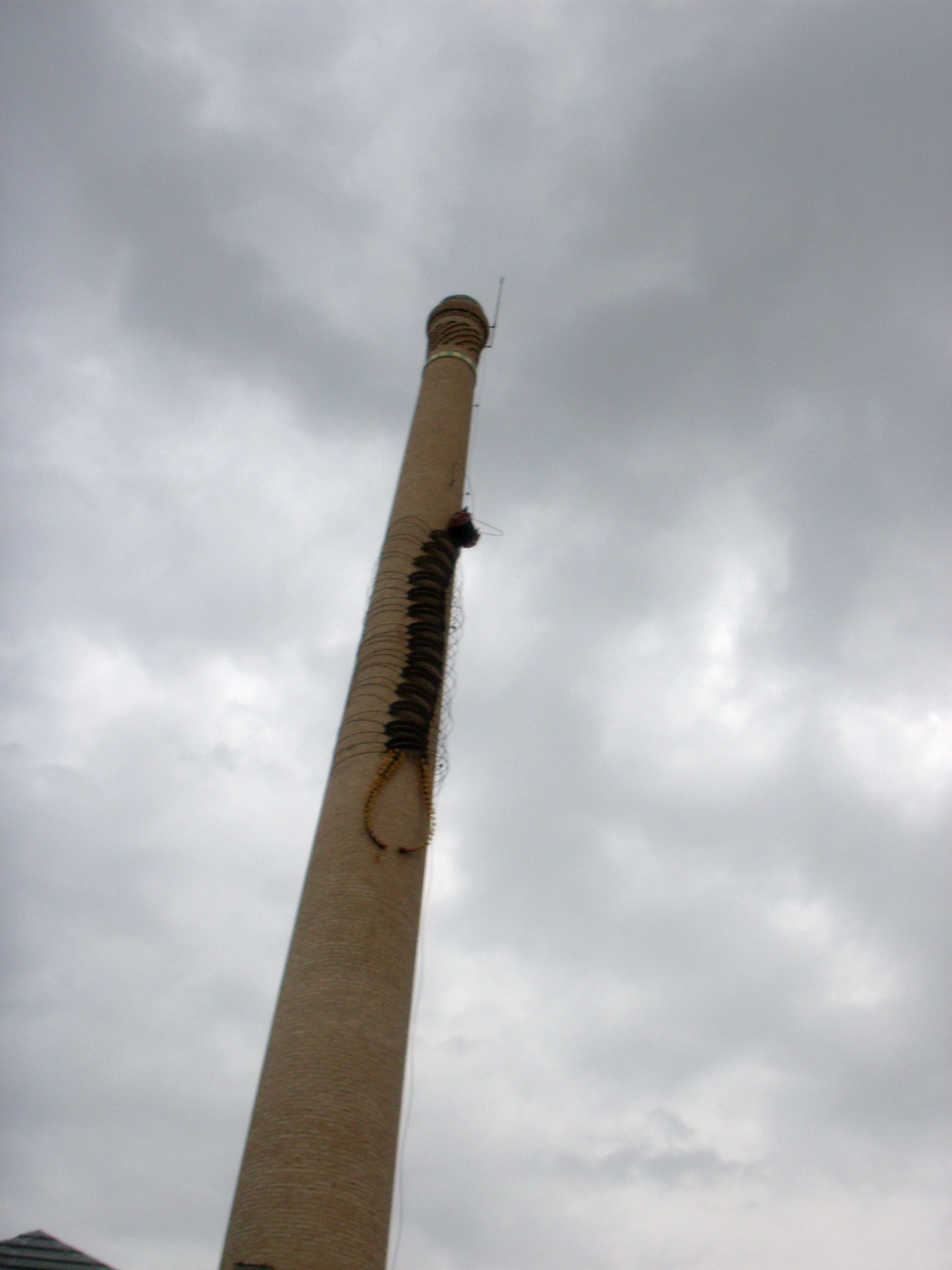
Imagen de una antigua chimenea de la industria conservera de Ceutí

### Agricultura
Ceutí ha sido tradicionalmente un pueblo muy vinculado a la agricultura. En sus tierras regadas por las aguas del río Segura mediante la red de acequias ha permitido cultivar una amplia variedad de árboles frutales y hortícolas.
En la actualidad, dentro del término municipal encontramos 573 ha de tierras de cultivo (187 ha son de secano y 386 de regadío) y 27 ha dedicadas a prados y pastizales. Los cultivos leñosos suponen cerca del 30% de la superficie de regadío mientras que los hortícolas no alcanzan el 10% del suelo destinado a regadío. Los datos de la última década (2007-2017) arrojan un retroceso de la superficie destinada a regadío cercano al 40%, pasando de 628 en 2007 ha a las 386 ha actuales.
Las tierras de regadío de Ceutí están bajo la jurisdicción del Heredamiento de Aguas de Alguazas desde el año 1590.

### Industria
La economía del municipio en los años 60 se basaba únicamente en sus numerosas fábricas de conservas y en la agricultura. Ahora la actividad industrial se ha diversificado y cuenta con dos polígonos: 
- Polígono Industrial de Ceutí, construido a principios de los años 90, sede de diversas empresas multinacionales como Bangor, Branchy Fruits, entre otras. Tiene 300 000 metros cuadrados.
- Polígono Industrial de Los Torraos: Abarca grandes empresas, pero su progreso ha sido detenido por la actual crisis económica. Este último tiene 500 000 metros cuadrados y en él se encuentran ubicadas empresas destacadas como Aceitunas Guillamón, Tower Química, Metalvidrio La Carrasca, Fragancias Mais, Laboratorios Prady, Transportes La Espada, o un centro logístico de la multinacional Lidl.

## Administración y política

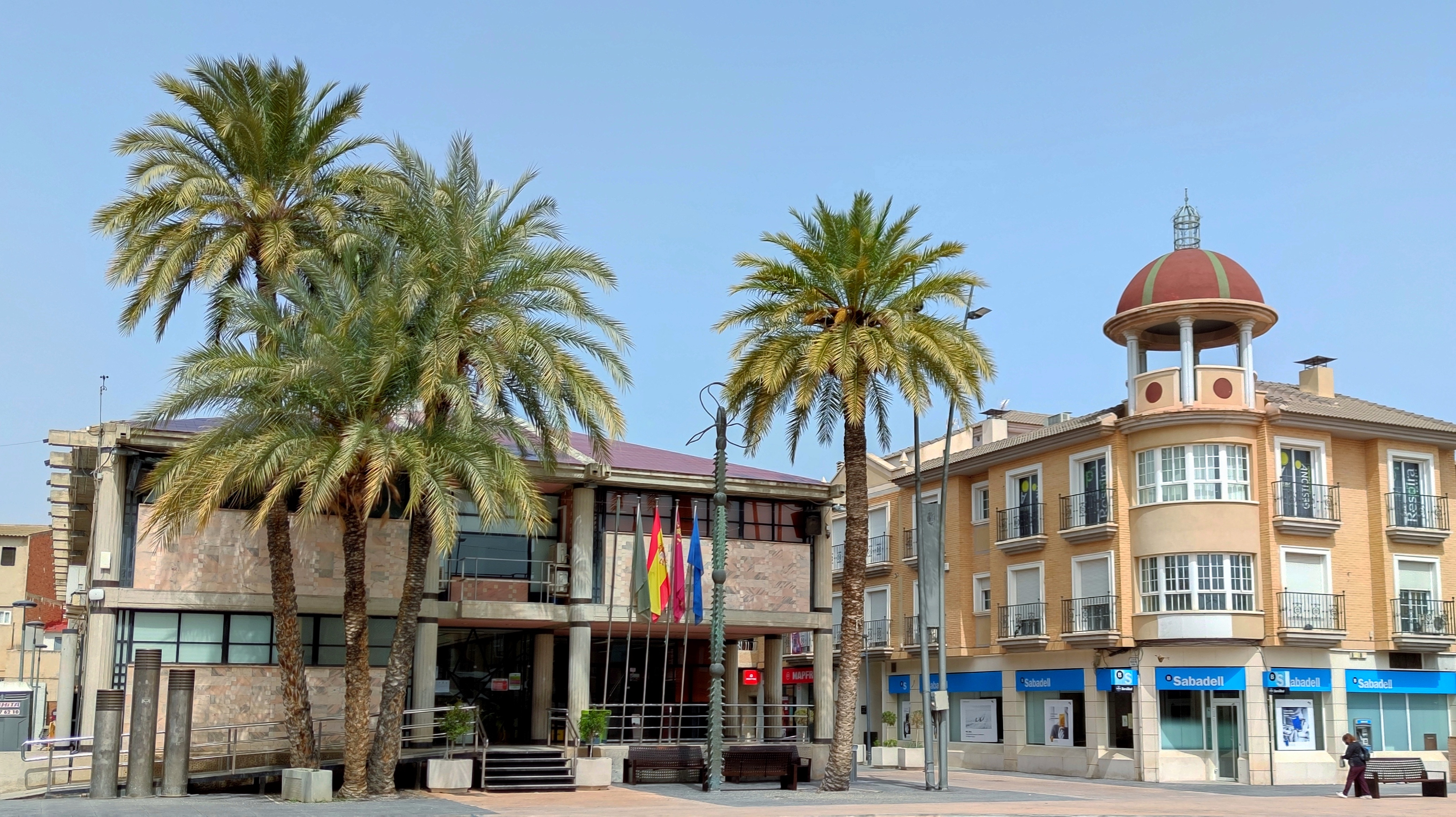
Ayuntamiento de Ceutí y entorno de la plaza José Virgili

Con la vuelta de la democracia, el 3 de abril de 1979 tuvieron lugar las primeras elecciones municipales en España tras la dictadura. En Ceutí, los resultado dieron la victoria a Manuel Hurtado García, del Partido Socialista de la Región de Murcia (PSRM-PSOE) con un 53,92 % de los votos emitidos. A partir de aquí, Manuel Hurtado gobernó con mayoría absoluta el Ayuntamiento de Ceutí durante los siguientes 28 años.
Las elecciones municipales de 2007 dieron la victoria al Partido Popular-PP, con una ventaja de 217 votos sobre el PSOE de Manuel Hurtado, aunque ambos partidos estaban empatados en número de concejales (6). Manuel Hurtado renunció a su acta de concejal para facilitar el pacto entre el PSOE e Izquierda Unidad-Los Verdes (IU-LV). El pleno eligió de forma sorpresiva al único concejal de IU-LV, Mariano Cano, al apoyarle los 6 concejales del PSOE sin acuerdo previo. Mariano Cano, tras perder la confianza de los concejales socialistas, acabó dimitiendo de su cargo. Populares y socialistas alcanzaron un acuerdo por el cual se repartían la alcaldía. Tanto Pascual Lorente (PP) y Manuel González (PSOE) ocuparon el cargo de alcalde 22 meses cada uno, hasta agotar la legislatura.
En 2011, el PP ganó las elecciones municipales con mayoría absoluta por primera vez en la democracia. Juan Felipe Cano ocupa la alcaldía hasta la fecha. 
Las elecciones municipales de 2015 dibujaron un corporación con 4 partidos, en la que el primer y segundo partido (PP y PSOE) están empatados en número de concejales. Al no conseguir los socialistas el apoyo de Ciudadanos (Cs), Juan Felipe Cano fue proclamado nuevamente alcalde de Ceutí.
Las elecciones municipales de 2019 supusieron un cambio en la composición del pleno del ayuntamiento. La lista municipal del PSOE encabezada por Sonia Almela se alzó con la victoria (40,31%) por un centenar de votos de diferencia con respecto a la lista encabezada por Juan Felipe Cano Martínez (PP). El grupo municipal de Ciudadanos (Cs) perdió un edil, quedándose con un único concejal, al igual que VOX, que entra por primera vez en el consistorio ceutiense. La coalición de IU-Podemos se quedó sin representación en el pleno.
En la sesión constitutiva celebrada el día 15 de junio, el candidato popular Juan Felipe Cano revalidó la alcaldía al llegar a un pacto con Ciudadanos (Cs) y VOX. En ese pacto, la concejal de Ciudadanos (Cs) será la número dos del equipo de gobierno durante los tres primeros años de legislatura, momento en el cual se turnará con el actual regidor hasta acabar la legislatura.
| Periodo   | Nombre                    | Partido | Partido                                               |
| --------- | ------------------------- | ------- | ----------------------------------------------------- |
| 1979-2007 | Manuel Hurtado García     |         | Partido Socialista de la Región de Murcia (PSRM-PSOE) |
| 2007-2007 | Mariano Cano Perea        |         | Izquierda Unida (IU)                                  |
| 2007-2009 | Pascual Lorente García    |         | Partido Popular (PP)                                  |
| 2009-2011 | Manuel González Solano    |         | Partido Socialista de la Región de Murcia (PSRM-PSOE) |
| 2011-2022 | Juan Felipe Cano Martínez |         | Partido Popular (PP)                                  |
| 2022-act. | Sonia Almela Martínez     |         | Partido Socialista de la Región de Murcia (PSRM-PSOE) |

| Partido político                                      | 2023  | 2023  | 2023       | 2019  | 2019  | 2019       | 2015  | 2015  | 2015       | 2011  | 2011  | 2011       | 2007  | 2007  | 2007       | 2003  | 2003  | 2003       |
| Partido político                                      | %     | Votos | Concejales | %     | Votos | Concejales | %     | Votos | Concejales | %     | Votos | Concejales | %     | Votos | Concejales | %     | Votos | Concejales |
| Partido Socialista de la Región de Murcia (PSRM-PSOE) | 46,53 | 2817  | 9          | 40,30 | 2421  | 8          | 37,16 | 2142  | 7          | 33,17 | 1880  | 6          | 43,74 | 2436  | 6          | 64,33 | 3179  | 9          |
| Partido Popular (PP)                                  | 30,91 | 1871  | 5          | 38,59 | 2318  | 7          | 39,88 | 2299  | 7          | 56,04 | 3176  | 10         | 47,64 | 2653  | 6          | 32,86 | 1624  | 4          |
| Vox                                                   | 15,46 | 936   | 2          | 6,75  | 406   | 1          | –     | –     | –          | –     | –     | –          | –     | –     | –          | –     | –     | –          |
| Ciudadanos (CS)                                       | 6,11  | 370   | 1          | 9,35  | 562   | 1          | 12,99 | 749   | 2          | –     | –     | –          | –     | –     | –          | –     | –     | –          |
| Podemos-Izquierda Unida (IU)-Cambiemos Ceutí          | –     | –     | –          | 4,51  | 271   | 0          | 8,66  | 499   | 1          | 8,79  | 498   | 1          | 7,94  | 442   | 1          | 1,68  | 83    | 0          |

## Símbolos

### Escudo

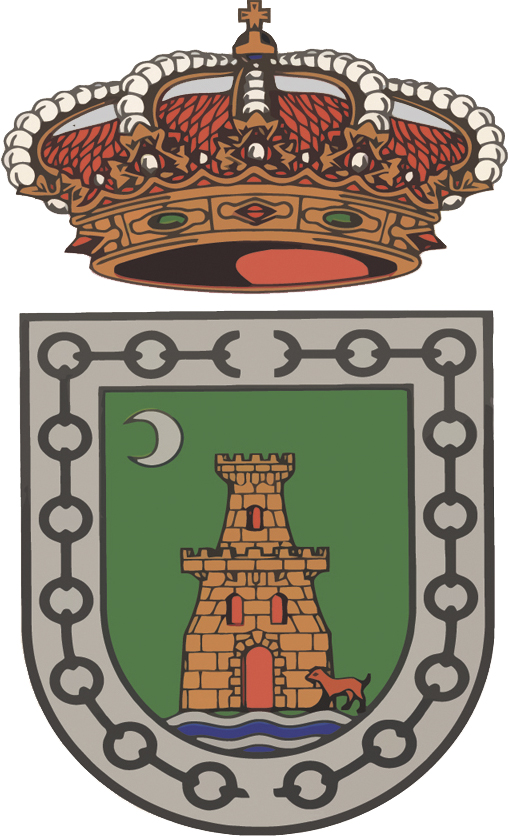
Escudo heráldico de Ceutí

#### Historia del escudo de Ceutí
Hasta la segunda mitad del siglo XX no se plantea la necesidad de que Ceutí tenga un escudo propio. Hasta entonces, la corporación y el Ayuntamiento venían utilizando el escudo de España.
En 1971, el Ayuntamiento encargó un proyecto para la elección de un escudo para el municipio. Finalmente, en 1972 se aprobó el escudo de Ceutí que estaba formado por las armas de Puxmarín, antiguos señores de Ceutí. La descripción heráldica de aquel escudo es la siguiente: En campo de plata, un aguilón, de sable, sobre ondas de mar, de azur y plata, superado de una flor de lis, de azur; timbrado de corona de Conde.
En 1989, la corporación municipal decide cambiar el diseño del escudo municipal y encarga una memoria-proyecto a Teodoro Celdrán, con el que colabora el licenciado en Bellas Artes Pedro Luis Ayala. Tras el voto negativo de la Academia Alfonso X el Sabio, el Ayuntamiento pidió una nueva memoria-proyecto a Luis Lisón en 1991.

#### Escudo actual
El actual escudo heráldico de Ceutí fue aprobado por el Consejo de Gobierno de la comunidad autónoma de la Región de Murcia el día 11 de julio de 1991 tras la aprobación por unanimidad del pleno del Ayuntamiento de Ceutí y el informe favorable de la Academia Alfonso X el Sabio.
La descripción heráldica del escudo actual es la siguiente: Escudo de forma española. En campo de sinople, una torre de oro, donjonada, mazonada de sable y aclarada de gules, sobre ondas de plata y azur; guardada por un perro de su color. En el cantón diestro del jefe, un creciente de plata, tornado. Bordura de plata con una cadena de sable cortada en dos trozos iguales. Al timbre, Corona Real de España.

#### Bandera
La Bandera Municipal de Ceutí tiene la siguiente descripción: Superficie de dimensión 2 por 3, de color verde, en cuyo centro y ocupando la mitad de la altura está la torre donjonada de color amarillo dorado, con puerta y ventana de rojo, guardada por un perro de color marrón .

## Patrimonio

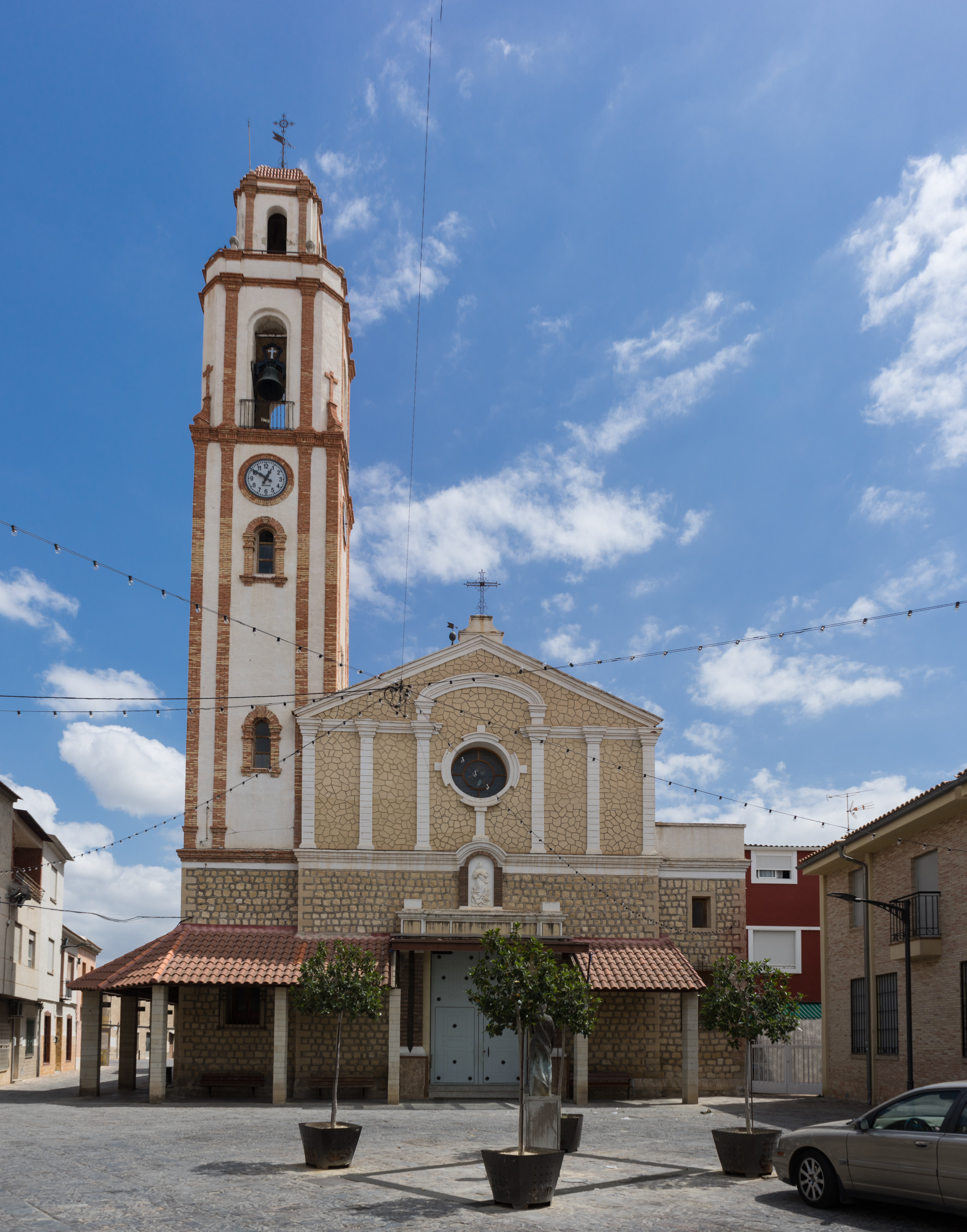
Iglesia de Santa María Magdalena de Ceutí

Dentro del término municipal de Ceutí encontramos una serie de edificios que podemos catalogar como el patrimonio arquitectónico que este pueblo tiene. Una amplia mayoría del cual está formada por los distintos edificios de carácter religioso como:

### Iglesia deSanta María Magdalena
La Iglesia de Ceutí está dedicada a la patrona del municipio, Santa María Magdalena. La construcción del actual templo data de mitad del siglo XX, cuando se decidió edificar un nuevo edificio en el mismo lugar que ocupaba el anterior. El edificio es de estilo clásico-romano.
Las dimensiones del templo son de 35 metros de longitud por 16,5 metros de ancho en la nave central y 19 en el crucero. La altura de la nave central es de 12 metros, llegando a 24 metros en el crucero hasta el cimborrio. La torre campanario se eleva hasta una altura de 32 metros sobre el suelo.
Exterior del templo
La fachada principal da a la Plaza Vieja y cuenta con la puerta principal, centrada en la fachada y encajada entre dos pares de capiteles de ladrillo visto y bajo un dintel rematado con un pináculo a cada uno de los lados. Sobre éste, hay un relieve de la Virgen María. Encima de la puerta y escoltado por un conjunto de tres capiteles a ambos lados, hay un vitral circular policromado, en el que se representa a Santa María Magdalena en su centro. A cada lado de la puerta, una ventana en madera de dos hojas protegidas con una reja sencilla de hierro de forja.
En el lado izquierdo de la fachada principal se encuentra la torre-campanario del templo. La torre es de base cuadrada y consta tres cuerpos:
- Primer cuerpo o basamento, en cuyo interior encontramos la escalera de acceso al campanario y al coro sobre el vestíbulo. Este cuerpo presenta un total de 6 aberturas en forma de ventanas: dos en los lados de las fachadas principal y lateral y una en los otros dos lados restantes. Justo encima de la segunda ventana existe un reloj
- Segundo cuerpo o campanario presenta una gran ventana en cada uno de sus lados donde se alojan las campanas: una de mayor tamaño, dos intermedias y una pequeña.
- El tercer cuerpo o remate, más pequeño que los anteriores, se aumenta la altitud de la torre unos metros más y termina adornado con una cruz en su punta superior.

En el lateral izquierdo se encuentra la segunda puerta de acceso al templo, centrada en la fachada lateral del transepto izquierdo del templo. La puerta se encuentra encajada entre el mismo tipo de portada que la principal, a excepción de que sobre el dintel aparece una hornacina ocupada por una talla de la Virgen de Lourdes. Sobre la hornacina, un vitral circular policromado con la representación de San Roque en su interior.
Interior del templo
La planta de la iglesia es de cruz latina con una nave central y dos laterales más pequeñas. La nave central es de medio punto y presenta una estructura en dos niveles formada por las arcadas que la separan de las naves laterales, compuestas por tres arcos de medio punto, y tres ventanas de un simple claristorio a cada lado. A los pies del templo, sobre el vestíbulo, se alza el coro. En las naves laterales se encuentran una serie de altares.
Sobre el crucero y sustentado sobre pechinas, cada una de ellas adornadas con frescos con la representación de los cuatro evangelistas, se eleva la cúpula de la iglesia y el tambor, ambos de planta circular. El tambor presenta ocho ventanas de igual estilo que las situadas en la nave central.
En el transepto derecho se encuentra la capilla que guarda el sagrario, a la que se accede por un arco de medio punto entre el cual existe una cancela de hierro de forja. Sobre este arco hay un tercer vitral circular policromado.
Por último, tanto el piso del presbiterio y el ábside se encuentran elevado una altura de tres escalones sobre el resto del templo. El altar está realizado en mármol rojo sobre pies de piedra picada. Tras él, el ábside queda dividido en cinco partes separadas por cuatro columnas. En la parte central se encuentra un cristo crucificado y sobre él una hornacina con la talla de Santa María Magdalena, obra del escultor valenciano Salvador Castillejos. A su izquierda, dos frescos que representan la Natividad del niño Jesús y el Descendimiento de cristo y a su derecha, la Resurrección de Jesús y la Asunción de la Virgen. Los frescos del interior del templo fueron pintados por el vecino Jesús Cifuentes.
Imaginería
Del total de imágenes que constaba la parroquia ceutiense a principios del siglo XX sólo se salvaron de la Guerra Civil dos: el Cristo Yacente y Santa María Magdalena, aunque la localización actual de esta última se ignora por completo. De esta manera, tras el final del conflicto bélico se llevó a cabo el reemplazo de aquellas imágenes perdidas por otras nuevas por medio de suscripción popular y donaciones particulares o de asociaciones. Las tallas procedían en su mayoría de los talleres de Olot a excepción de las de los dos patrones y Nuestro Padre Jesús Nazareno que eran obras del escultor valenciano Salvador Castillejos y Nuestra Señora de los Dolores y del Rosario, obras de J. Valverde. En 1960 se incorpora una talla de San Juan Evangelista, obra del imaginero José Sánchez Lozano, escultor que representa la Escuela de Salzillo en el siglo XX.
De todas las imágenes propiedad de la parroquia, destaca por su antigüedad el Cristo Yacente que en un principio se pensaba que procedía de la escuela de Salzillo, pero que tras unos trabajos de restauración en la década de 1990 se apuntó a que podría proceder de la escuela granadina y estar datado en el siglo XVIII.

#### Remodelaciones
Desde su construcción, el templo ha sufrido una serie de remodelaciones que han ido cambiando su aspecto con el paso de los años. Así, en la década de 1970 se llevó a cabo el enlucido de la fachada y sustitución del zócalo, en los años 80 se pintó la fachada y se arreglaron los laterales y en los 90 se efectuaron tareas de reparación en el interior del templo con ayuda del Ayuntamiento y la aportación de numerosas familias del municipio.
La última renovación estuvo enmarcada dentro del proyecto de peatonalización de la Plaza Vieja y las calles adyacentes en el año 2002. Además de reemplazarse el pavimento de las calles por piedra natural, en su fachada principal y lateral se construyó un atrio porticado formado por pilares de piedra natural, viguería de madera y cubierta de teja cerámica. Sobre las puertas, la cubierta consta de una estructura de aluminio acristalada.

### Ermita de San José Obrero y Santa María Magdalena
Situada en la pedanía de Los Torraos.

### Chimeneas de ladrillo
Al igual que otros municipios colindantes, Ceutí vivió una época de esplendor del sector industrial conservero y herencia de ese pasado aún se mantienen en pie siete chimeneas de aquellas fábricas de conservas. La construcción de estos siete símbolos del poderío industrial de otra época se fecha entre los años 1925 y 1965.

#### Rasgos arquitectónicos
Las chimeneas industriales de Ceutí se asemejan al resto de construcciones del mismo tipo. Las chimeneas fueron construidas utilizando ladrillo macizos rectangulares y trapezoidales a partir de una mezcla de arcilla y tierras láguenas que eran cocidos in situ. Su estructura está compuesta por tres cuerpos:
- Un primer cuerpo (también llamado base o basamento) de mayor anchura que los demás, de base cuadrada y con una apertura en arco de grandes dimensiones que mejoraba el tiro.
- El segundo cuerpo o fuste cuyo diámetro exterior decrece conforme aumenta la altura. En el interior, una serie de escalones la recorren verticalmente. En Ceutí, a excepción de una chimenea de la fábrica de Vicente Jara, con fuste de sección cuadrada, el resto presenta sección circular.
- El último cuerpo o corona es el remate del fuste y se presenta adornado con la construcción de bordones y el uso de azulejos de colores y distintas formas geométricas.

#### Las 7 chimeneas de Ceutí
| Año de construcción                               | Fábrica de conservas         | Altura (metros) |
| ------------------------------------------------- | ---------------------------- | --------------- |
| principios de los años 20 (ampliada en 1941-1942) | Ramón Jara Aledo             | 33-36           |
| 1922 (modificada en los años 60)                  | Vicente Hernández            | 36              |
| 1935                                              | Tomás "colaña"               | 35              |
| 1941-1942                                         | Francisco García "el grillo" | 42              |
| 1945-1946                                         | Francisco García "La Chula"  | -               |
| finales de los años 40                            | Ramón Jara Aledo             | 34              |
| años 50                                           | Vicente Jara                 | -               |

Así como los espacios públicos:
- Parque de la Constitución (Ceutí)
- Parque Juan Carlos I.
- Parque natural, con instalaciones para actividades al aire libre.
- Plazas Vieja, Nueva y De España.
- Parque de La Tejera

## Cultura

Complejo de La Conservera

Ceutí dispone de una amplia oferta cultural, destacando los siguientes museos:
- Museo Antonio Campillo, dedicado a la obra del escultor murciano Antonio Campillo Párraga, hijo adoptivo de la localidad.
- La Conservera, museo de arte contemporáneo de referencia nacional e internacional, donde se realizan diversas exposiciones.
- Museo al aire libre de Ceutí, con una serie de obras escultóricas de arte contemporáneo distribuidas por las calles, parques y jardines del municipio, pertenecientes a autores de la talla de José Planes, Manolo Belzunce, Antonio Campillo, Manolo Valdés o Rafael Canogar.[26]
- Museo 7 chimeneas, también llamado Museo de la Conserva Vegetal y las Costumbres, instalado en una antigua fábrica de conservas, que recoge vestigios de la historia de Ceutí, tales como las costumbres y forma de vida de sus gentes, fiestas populares y otros divertimentos, y en especial el auge de la industria conservera de tiempos pasados.
- La villa cuenta además con un Centro Cultural que hace las veces de auditorio municipal.[27]

Existen, además, otros monumentos visitables como:
- Vestigios de una muralla árabe junto a la Plaza Vieja y la iglesia parroquial.
- Noria de Los Torraos (pedanía), que data de 1789 y ha sufrido varias remodelaciones a lo largo de su historia. En sus once metros de diámetro cuenta con catorce radios y 56 cangilones.

### Fiestas

#### Semana Santa
La Semana Santa de Ceutí es el momento del año en el que las calles de la localidad se llenan de imaginería religiosa, nazarenos y bandas de cornetas y tambores. Son 7 las cofradías que procesionan y que constituyen el Cabildo Superior de Cofradías de Ceutí: Cofradía de Santa María Magdalena, Cofradía de Nuestro Padre Jesús y Santo Entierro (conocidos como Los Moraos), Cofradía del Santísimo Cristo de la Sangre, Cofradía de San Juan Evangelista, Cofradía de la Virgen de los Dolores y dos más recientes, que son la Cofradía del Cristo de la Luz y la Cofradía de San Pedro Apóstol y María de Salomé.

#### Procesiones
Son varias las procesiones que salen por las calles de Ceutí y estas tienen lugar desde Viernes de Dolores a Domingo de Resurrección. Las procesiones son las siguientes:
- Viernes de Dolores: La Cofradía de la Virgen de los Dolores saca a su imagen titular, La Dolorosa, acompañada de un nutrido grupo de manolas.
- Domingo de Ramos: Hay dos procesiones, la primera por la mañana con Jesús y su burrito; la segunda por la tarde, con una procesión infantil donde participan los más pequeños de las cofradías.
- Martes Santo (Procesión del Perdón): La noche del Martes Santo son 3 las cofradías que procesionan en Ceutí. Las imágenes del Cristo cautivo (Cofradía del Santísimo Cristo de la Sangre), San Pedro y Santiago Apóstol (Cofradía de San Pedro Apóstol y María de Salomé) y la Virgen del Amor Hermoso (Cofradía del Cristo de la Luz) realizan el recorrido.
- Miércoles Santo: La noche del miércoles procesiona una imagen de la cofradía (Cofradía de San Pedro Apóstol y María de Salomé). Las imagen que procesiona el Miércoles Santo es Santísima Virgen de Gracia y Esperanza (Cofradía de San Pedro Apóstol y María de Salomé).
- Jueves Santo: La noche del jueves se pueden admirar los pasos de La unción de Betania (Cofradía de Santa María Magdalena), Nuestro Padre Jesús Nazareno y La Verónica (Cofradía de Nuestro Padre Jesús y Santo Entierro), el Santísimo Cristo de la Sangre (Cofradía del Santísimo Cristo de la Sangre), Santísimo Cristo amarrado a la columna (Cofradía de San Pedro Apóstol y María de Salomé), San Juan (Cofradía de San Juan Evangelista) y La Dolorosa (Cofradía de la Virgen de los Dolores).
- Viernes Santo (Procesión del Silencio): Desfilan por las calles de la localidad las imágenes de Marta y María (Cofradía de Santa María Magdalena), María Salomé (Cofradía de San Pedro Apóstol y María de Salomé), La Piedad (Cofradía del Santísimo Cristo de la Sangre), el Cristo Yacente o la cama (Cofradía de Nuestro Padre Jesús y Santo Entierro), San Juan (Cofradía de San Juan Evangelista) y La Dolorosa (Cofradía de la Virgen de los Dolores). Esta procesión del viernes es el momento de la sobriedad, el luto y el silencio. Los nazarenos no reparten los típicos caramelos.
- Domingo de Resurrección (Procesión del Resucitado): La mañana del domingo la procesión comienza bien temprano. Es una procesión diferente, cargada de música y donde los caramelos vuelan por las calles. Las imágenes que procesionan son La Magdalena (Cofradía de Santa María Magdalena), La Cruz Triunfante (Cofradía del Santísimo Cristo de la Sangre), María Salomé (Cofradía de San Pedro Apóstol y María de Salomé), San Juan (Cofradía de San Juan Evangelista), la Virgen del Alegría (Cofradía de la Virgen de los Dolores) y El Resucitado (Cofradía de Nuestro Padre Jesús y Santo Entierro). La procesión acaba en la Plaza Vieja con el tradicional beso de los estandartes de El Resucitado y la Virgen del Alegría y el encuentro de ambas imágenes bajo una lluvia de caramelos, confeti y un fuegos artificiales.

#### Fiestas patronales
La Fiesta Mayor de Ceutí se realiza en el mes de agosto en honor a sus santos patrones San Roque y Santa María Magdalena, patronos de Ceutí:
- San Roque. El santo de Montpellier es venerado en la localidad desde el año 1648. Ese mismo año y tras sufrir una epidemia de peste que alcanzó de lleno a Ceutí en aquella primavera, alertó a la población que recurrió a las plegarias ante distintos santos para que remitiese dicha epidemia. Así pues, el 30 de mayo de 1648, el pueblo de Ceutí hizo voto a perpetuidad de profesar, defender y guardar la festividad de san Roque.[28]
- Santa María Magdalena. Se celebra el 22 de julio. La veneración de Santa María Magdalena en Ceutí es aún anterior a la de San Roque. En los archivos consta la celebración de las Fiestas su honor ya en 1587. Con el paso del tiempo, esta festividad pierde protagonismo a favor del otro patrón, San Roque. En el siglo XIX, las Fiestas ya se celebran en agosto, en honor a San Roque.[28]

El comienzo de las Fiestas se da a principios del mes de agosto con la gala de coronación de las damas, el pregón a cargo del pregonero elegido por la comisión de fiestas y el tradicional chupinazo. Hasta su fallecimiento en 2015, el lanzamiento del chupinazo correspondía a Ramón Jara, "Ramonico", ceutiense de nacimiento. Desde ese momento, la agenda de los habitantes de Ceutí se llena de actos y actividades para todas las edades.
- "Bajá de San Roque". La noche del 7 de agosto se celebra en Ceutí la tradicional romería que traslada la imagen del patrón desde su ermita hasta la Iglesia parroquial de Santa María Magdalena. Durante el recorrido de más de 1 km, el patrón es acompañado por los miembros de la Peña de San Roque, autoridades locales, damas, charangas y cientos de ceutienses que bailan tras él. Es tradición que el santo lleve alábega, que los peñista dan a la gente que observa la romería. Desde que San Roque entra al casco antiguo, su presencia es anunciada por una traca que recorre toda la Calle Don Eloy.
- Los días centrales de las Fiestas en Ceutí son el 14, 15 y 16. El día 15 se realiza el desfile de carrozas, donde todos los ceutienses participan ya sea desde dentro o desde fuera. El día 16 de agosto por la noche tiene lugar la Solemne procesión de los Santos Patronos, en la que las imágenes de Santa María Magdalena y de San Roque recorren las calles del pueblo.
- El santo patrón regresa a su ermita el primer sábado del mes de septiembre con una romería por la mañana.

### Deporte
El municipio cuenta con tres complejos deportivos:
- El complejo deportivo José Antonio Camacho construido entre 2002 y 2003 alberga en sus 12000 metros cuadrados un campo de fútbol 11 y dos de fútbol 7.
- El complejo deportivo Miguel Induráin inaugurado en 1981, con más de 32000 metros cuadrados abarca varias pistas de tenis fútbol 7, fútbol 11 y pista de atletismo, aparte de un gimnasio.
- El complejo deportivo Antonio Peñalver, situado en la urbanización La Tejera, fue construido en 2008 e inaugurado en 2009, con una piscina climatizada y un gran campo cubierto multiusos

## Servicios

### Educación

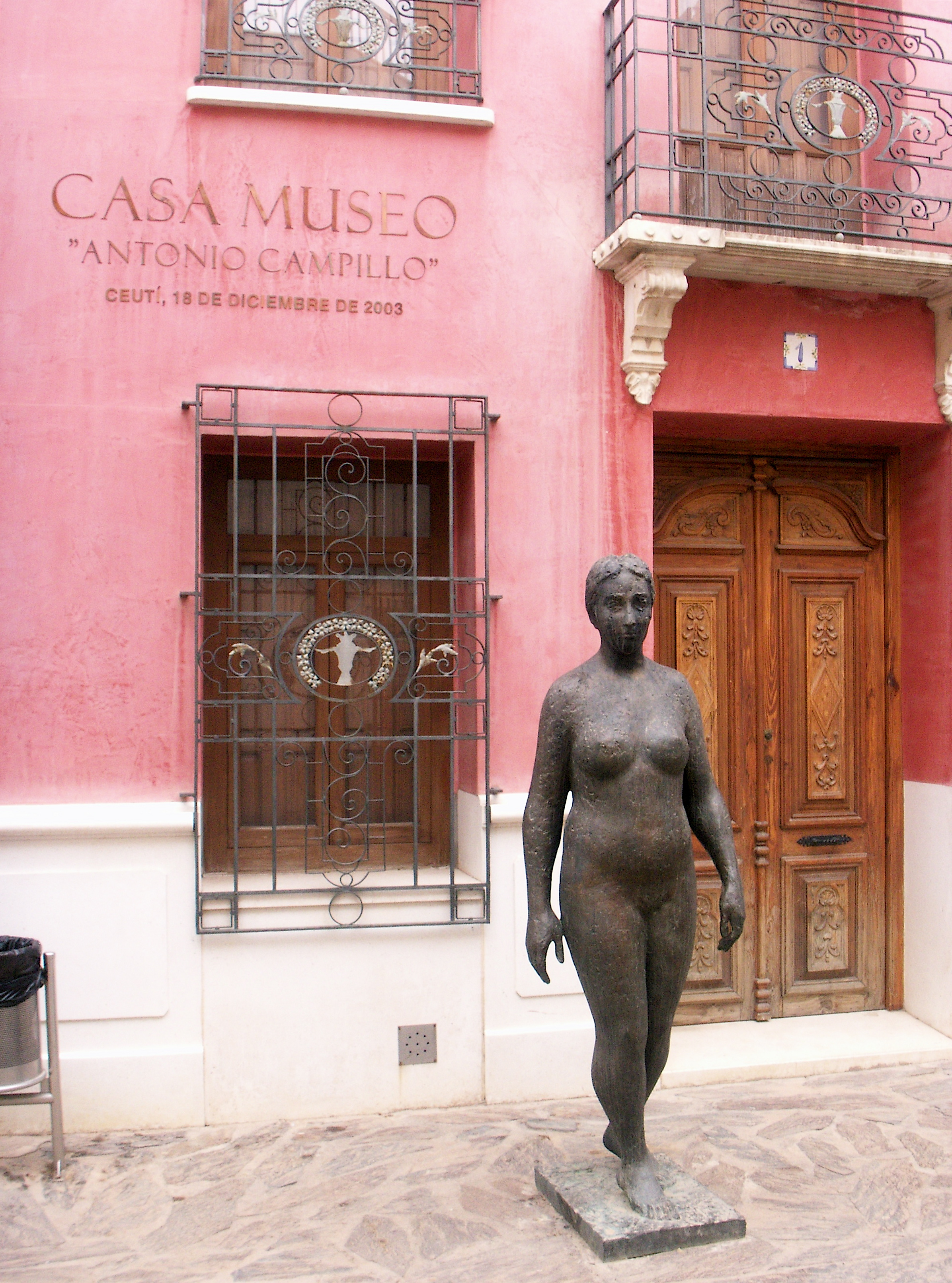
Puerta de la Casa Museo Antonio Campillo

El municipio cuenta con cinco colegios de educación primaria, un instituto de educación secundaria, un colegio concertado de educación infantil, primaria y secundaria y una guardería. Los centros son:
- Colegio de infantil y primaria Diego Martínez Rico, al sur de la población.
- Colegio de infantil y primaria Juan Ayala Hurtado, en la zona cercana al polígono industrial.
- Colegio de infantil y primaria Los Torraos, como su propio nombre indica, en la propia pedanía.
- Colegio de infantil y primaria San Roque, en honor al patrón, cercano a la ermita de este último, en la zona norte. Construido en los años 70.
- Colegio de infantil y primaria Suceso Aledo, para los habitantes de la novedosa urbanización. Construido en 2009.
- Instituto de educación secundaria Felipe de Borbón, en la Carretera de Lorquí. Construido a principios de los años 90.
- Guardería municipal, en el centro de la localidad y reformada.
- Colegio de educación infantil, primaria y secundaria MAGDA, en la urbanización de La Tejera y al lado del colegio Suceso Aledo.

### Transporte

#### Carreteras
El acceso a Ceutí desde la red principal de carreteras se realiza desde la autovía  A-30  en la salida 124 (Lorquí-Ceutí-Polígono Industrial) y posteriormente, continuando por la  RM-B33 .
Además, el municipio está conectado con las localidades vecinas por medio de las siguientes vías: 
- RM-B33  y  RM-B09  con Lorquí.
- RM-533  con Archena, Alguazas y Molina de Segura.
- RM-B12  (más adelante  RM-530 ) con Murcia.

#### Ferrocarril
No existe red ferroviaria dentro del término municipal de Ceutí. Las estaciones de ferrocarril más cercanas son la Estación de Archena-Fortuna y la Estación de Murcia del Carmen, de la Línea Chinchilla-Cartagena.

#### Autobús
El servicio de viajeros por carretera del municipio se engloba dentro de la marca Movibus, el sistema de transporte público interurbano de la Región de Murcia (España), que incluye los servicios de autobús de titularidad autonómica.
| Línea | Recorrido | Recorrido       | Recorrido                                       | Operador |
| ----- | --------- | --------------- | ----------------------------------------------- | -------- |
| 31    | Ceutí     | Lorquí Alguazas | Molina de Segura - Campus de Espinardo - Murcia | Interbus |

## Ciudades hermanadas
Ceutí está hermanada con la localidad francesa de Saint-Berthevin (Mayenne, Francia) desde 1998. El acuerdo de hermanamiento fue firmado por los alcaldes Manuel Hurtado (Ceutí) y Michel Soria (Saint-Berthevin). Los contactos entre los dos municipios se realizan a través del Comité de Hermanamiento de Ceutí y la sección para Ceutí del Comité de Hermanamiento de Saint-Berthevin.